# Nuoto ai Giochi della XX Olimpiade - 400 metri stile libero femminili
La competizione dei 400 metri stile libero femminili di nuoto ai Giochi della XX Olimpiade si è svolta il giorno 30 agosto 1972 alla Olympia Schwimmhalle di Monaco di Baviera.

## Programma
| Data           | Ora   | Round      | Note                           |
| -------------- | ----- | ---------- | ------------------------------ |
| 30 agosto 1972 | 11:35 | 4 Batterie | I migliori 8 tempi alla finale |
| 30 agosto 1972 | 18:40 | Finale     |                                |

## Risultati

### Batterie
| Pos. | Atleta               | Nazione        | Tempo   | Pos F |
| ---- | -------------------- | -------------- | ------- | ----- |
| 1    | Jenny Wylie          | Stati Uniti    | 4'27"53 | 4 Q   |
| 2    | Anke Rijnders        | Paesi Bassi    | 4'29"94 | 6 Q   |
| 3    | Karin Tülling        | Germania Est   | 4'32"56 | 9     |
| 4    | Federica Stabilini   | Italia         | 4'36"32 | 12    |
| 5    | María Teresa Ramírez | Messico        | 4'39"14 | 16    |
| 6    | Helga Wagner         | Germania Ovest | 4'47"61 | 24    |
| 7    | Kirsten Knudsen      | Danimarca      | 4'53"76 | 27    |

| Pos. | Atleta               | Nazione     | Tempo   | Pos F |
| ---- | -------------------- | ----------- | ------- | ----- |
| 1    | Shirley Babashoff    | Stati Uniti | 4'31"98 | 8 Q   |
| 2    | Karen Moras          | Australia   | 4'36"14 | 11    |
| 3    | Mary Beth Rondeau    | Canada      | 4'36"71 | 13    |
| 4    | Anne Marie McCaffrey | Canada      | 4'39"92 | 17    |
| 5    | Roselina Angee       | Colombia    | 4'45"97 | 22    |
| 6    | Belinda Phillips     | Giamaica    | 4'47"54 | 23    |
| 7    | Hsu Yue-Yun          | Taiwan      | 4'58"57 | 28    |

| Pos. | Atleta            | Nazione        | Tempo   | Pos F |
| ---- | ----------------- | -------------- | ------- | ----- |
| 1    | Shane Gould       | Australia      | 4'28"46 | 5 Q   |
| 2    | Hansje Bunschoten | Paesi Bassi    | 4'31"76 | 7 Q   |
| 3    | Uta Schütz        | Germania Ovest | 4'34"67 | 10    |
| 4    | Narelle Moras     | Australia      | 4'37"57 | 14    |
| 5    | Susan Edmondson   | Gran Bretagna  | 4'39"10 | 15    |
| 6    | Ileana Morales    | Venezuela      | 4'44"73 | 20    |
| 7    | Diana Sutherland  | Gran Bretagna  | 4'47"66 | 25    |

| Pos. | Atleta             | Nazione       | Tempo   | Pos F |
| ---- | ------------------ | ------------- | ------- | ----- |
| 1    | Novella Calligaris | Italia        | 4'24"14 | 1 Q   |
| 2    | Keena Rothhammer   | Stati Uniti   | 4'24"82 | 2 Q   |
| 3    | Gudrun Wegner      | Germania Est  | 4'25"13 | 3 Q   |
| 4    | Olga de Ángulo     | Colombia      | 4'40"09 | 18    |
| 5    | Jaynie Parkhouse   | Nuova Zelanda | 4'40"24 | 19    |
| 6    | June Green         | Gran Bretagna | 4'45"81 | 21    |
| 7    | Eleni Avlonitou    | Grecia        | 4'52"10 | 26    |
| 8    | Patricia López     | Argentina     | 4'59"68 | 29    |

### Finale
| Pos.    | Atleta             | Nazione      | Tempo   | Nota            |
| ------- | ------------------ | ------------ | ------- | --------------- |
| Oro     | Shane Gould        | Australia    | 4'19"04 | Record mondiale |
| Argento | Novella Calligaris | Italia       | 4'22"44 |                 |
| Bronzo  | Gudrun Wegner      | Germania Est | 4'23"11 |                 |
| 4       | Shirley Babashoff  | Stati Uniti  | 4'23"59 |                 |
| 5       | Jenny Wylie        | Stati Uniti  | 4'24"07 |                 |
| 6       | Keena Rothhammer   | Stati Uniti  | 4'24"22 |                 |
| 7       | Hansje Bunschoten  | Paesi Bassi  | 4'29"70 |                 |
| 8       | Anke Rijnders      | Paesi Bassi  | 4'31"51 |                 |